# Амплітудне вібрато
Амплітудне вібрато (англ. amplitude modulation) — звуковий ефект або відповідний пристрій, що реалізує періодичну зміну рівня гучності (амплітуди сигналу). Характеризується пульсуючим звучанням. 
Домогтися ефекту тремоло можливо при швидкій зміні  амплітуди від 100% до 0%.

## Характеристики
За допомогою даного ефекта можна домогтися цікавого звучання. На слух тремоло сприймається так, якщо б при грі на гітарі ручку гучності швидко (з частотою кілька герц) обертали з одного положення в інше.

## Принцип дії
Амплітудне вібрато складається з двох блоків: електронного регулятора гучності і генератора низьких частот. Принцип дії заснований на амплітудній модуляції. Вхідний сигнал модулюється за допомогою регулятора гучності, в залежності від частоти (0,5-10 Гц) і форми коливань низькочастотного генератора.

## Параметри ефекту
Швидкість (speed, rate) — встановлює частоту модуляції.
Глибина (depth) — характеризує ступінь зміни амплітуди сигналу.
Форма хвилі генератора низької частоти (LFO waveform) — буває синусоїдною (sin), трикутною (triangle), прямокутною (square) і випадковою (random).

## Пристрої
- Voodoo Lab Tremolo
- Boss TR-2 Tremolo
- Electro-Harmonix Pulsar
- Line 6 Tap Tremolo